# مرسيدس بنز زيتروس

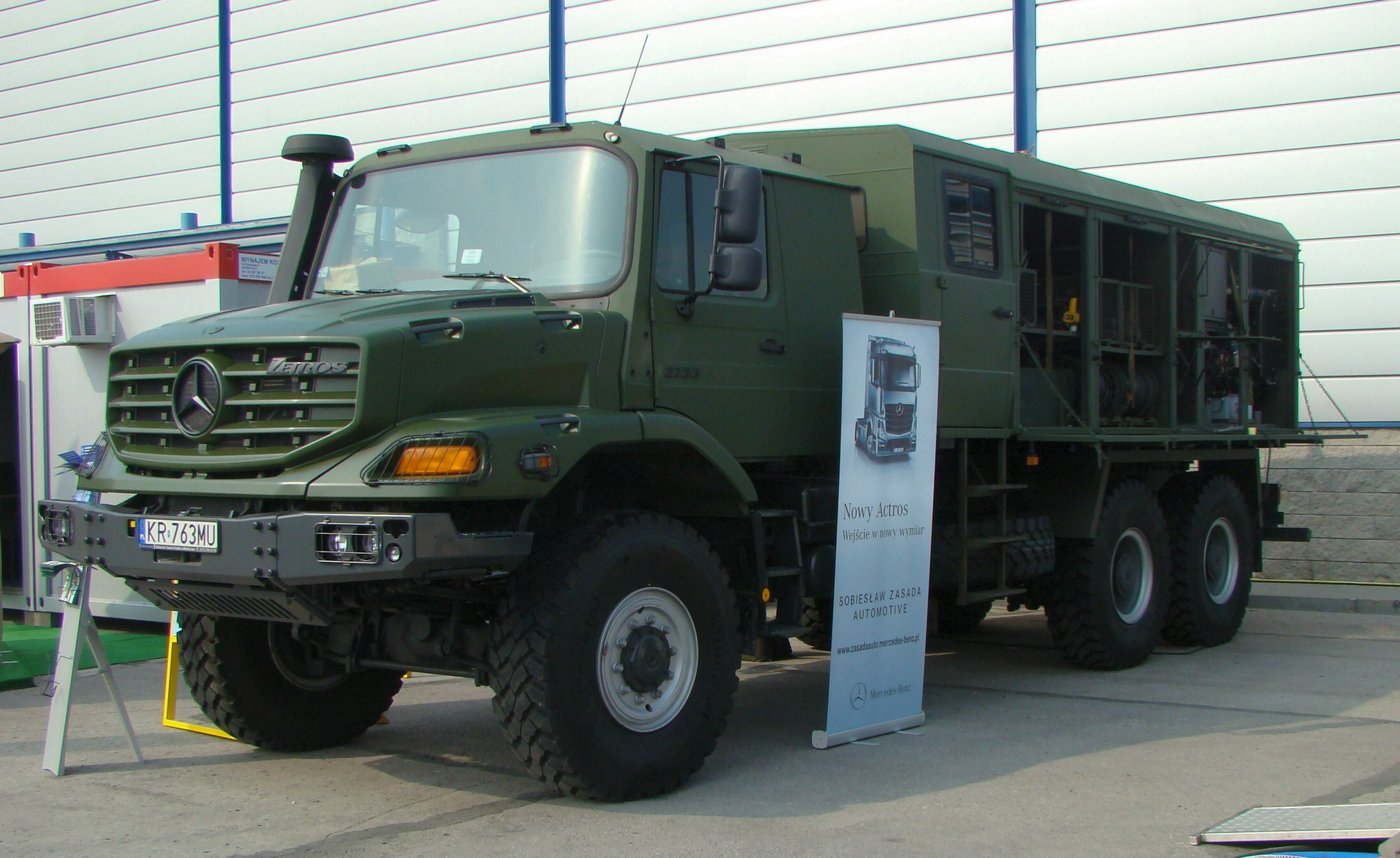
مرسيدس بنز زتروس 2012

مرسيدس بنز زيتروس هي شاحنة للطرق الوعرة للعمليات الصعبة. عرضت لأول مرة في المعرض التجاري الأوروبي للصناعات الدفاعية لعام 2008 في باريس. تصنع زيتروس في مصنع مرسيدس بنز في فورت أم راين بألمانيا. تم تصميم الشاحنة لتكون متوافقة مع نقل لوكهيد سي-130 هيركوليز، كما أنها تتناسب أيضًا مع عربة السكك الحديدية الألمانية القياسية. في عام 2019، قدمت مرسيدس-بنز عملية تجديد لشاحنة زيتروس بمحرك أكثر قوة وعدد أكبر من الأنواع .

## الأنواع
تتوفر شاحنات زيتروس بقوة محرك تبلغ 360 حصانًا (265 كيلوواط) وحتى 510 حصانًا (375 كيلو واط) [3] في إصدارات الدفع الرباعي وغير ذات الدفع الرباعي:
- زتروس 1833 (4*4) - 4000 إلى 6000 كغ
- زتروس 2733 (6*6) - 7000 إلى 10000 كغ

على الرغم من أن زيتروس تُستخدم عادةً كشاحنة، فقد تم تشغيلها أيضًا كوحدة جرار للطرق الوعرة في الشرق الأوسط. قدمت الشركة الألمانية Harald Bruhn أيضًا شاحنة مقطورة زراعية تعتمد على زيتروس باسم سيكيوتر.

## الخصائص التقنية
تتمتع شاحنات زيتروس المُحسَّنة الآن بنوع واحد من المحركات بجميع أنواعها.
- المحرك: 12.816 سم مكعب 6 أسطوانات ديزل.

| انبعاث | القدرة (كيلو واط) | القدرة (حصان) | عزم الدوران (نيوتن.متر) |
| ------ | ----------------- | ------------- | ----------------------- |
| EU III | 265               | 360           | 1.800                   |
| EU III | 310               | 421           | 2.100                   |
| EU III | 350               | 476           | 2.300                   |
| EU V   | 330               | 449           | 2.200                   |
| EU V   | 375               | 510           | 2.400                   |

- ناقل الحركة: ناقل حركة يدوي 16 سرعة مع ذراع ناقل الحركة يتم التحكم فيه عن طريق كابل التحكم ويعمل بالهواء المضغوط.
- أقفال تفاضلية ميكانيكية على المحاور الأمامية والخلفية وفي علبة التحويل
- السرعة القصوى: 55 ميلا في الساعة.
- عمق تصل الى 0.8 متر

## المشغلين الحاليين
- الجزائر

من المخطط إنتاج 000 2 شاحنة من قبل الشركة الوطنية للعربات الصناعية (SNVI) لصالح وزارة الدفاع الجزائرية.
- بلغاريا

335 شاحنة للجيش البلغاري
- ألمانيا

أمر الجيش الألماني ما مجموعه 110 مركبة مدرعة ، 72 منها من المفترض أن يخدم في وحدة الخدمات اللوجستية.

## معرض صور

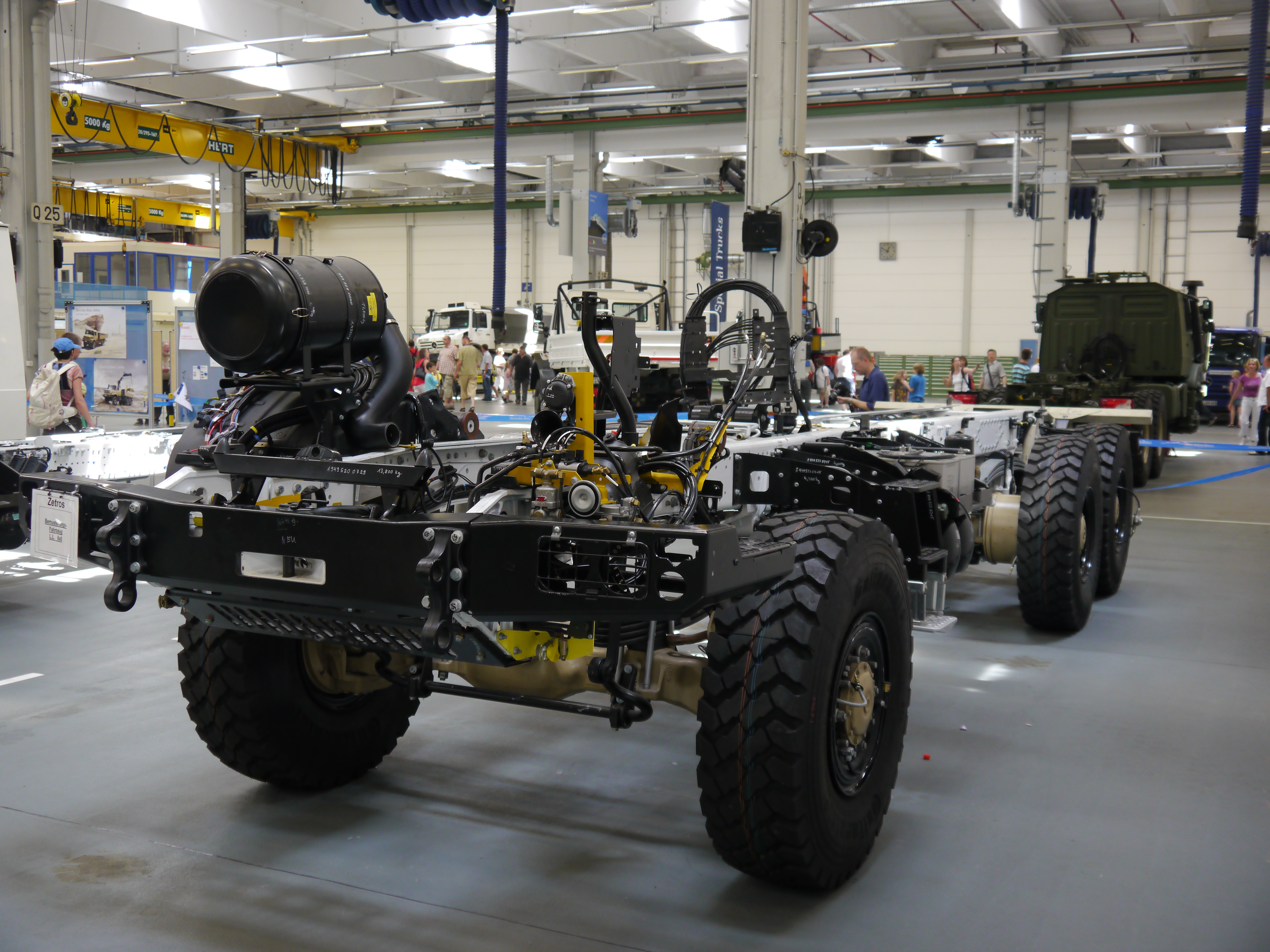
هيكل قاعدي متحرك لشاحنة زيتروس 2733
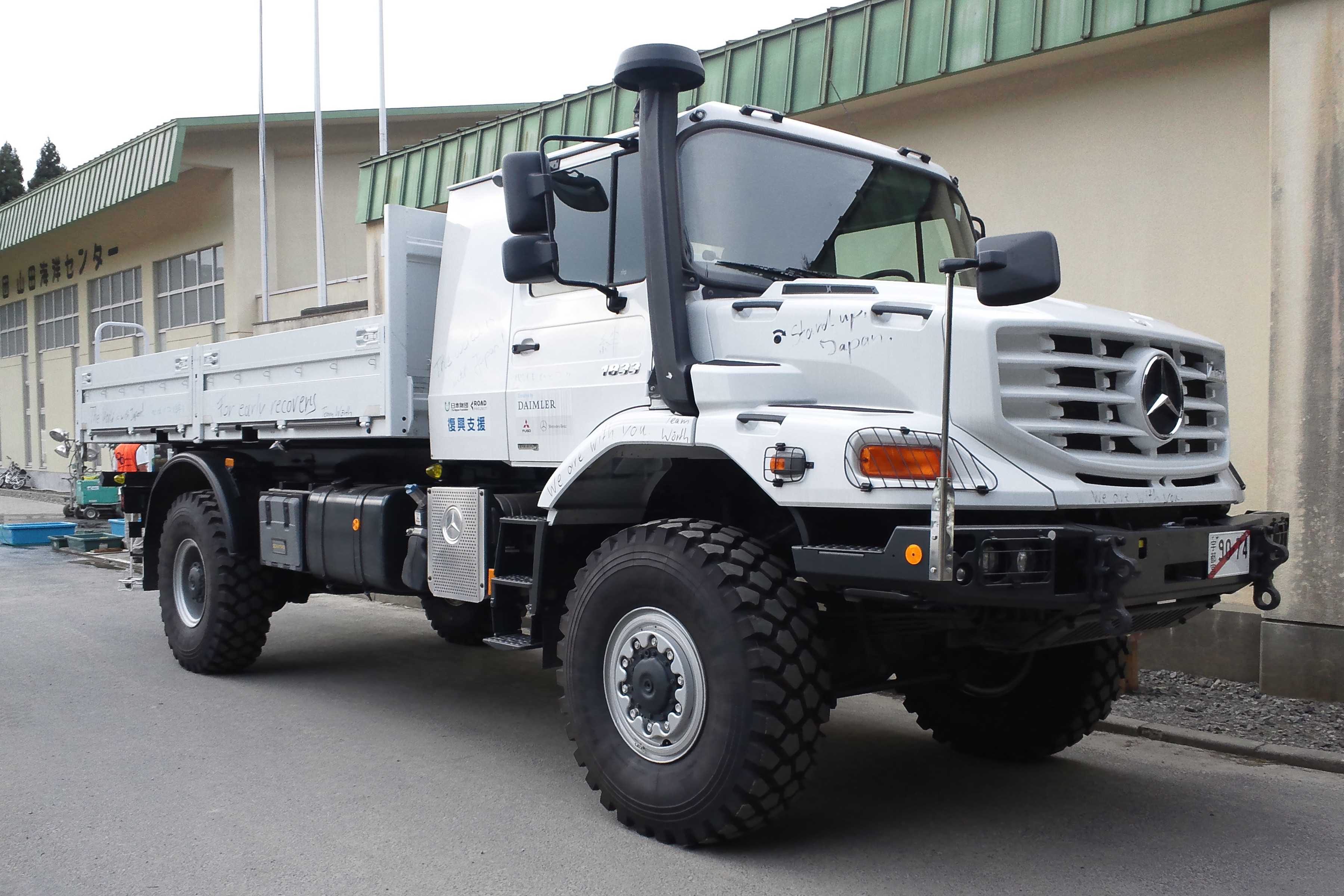
مرسيدس-بنز زيتروس 1833 كوسيلة إغاثة لزلزال وتسونامي توهوكو 2011
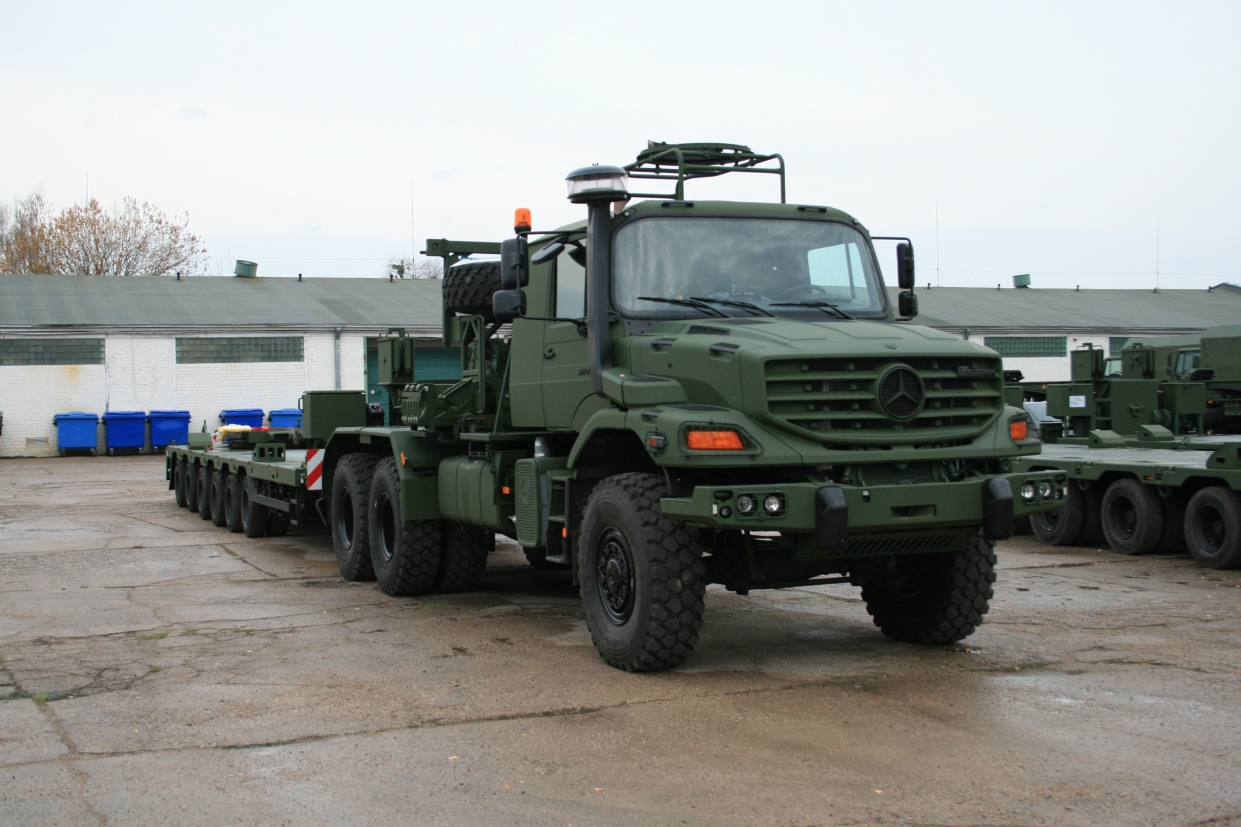
مرسيدس بنز زيتروس مع منصة مرسيدس-بنز EMPL للجيش الليتواني
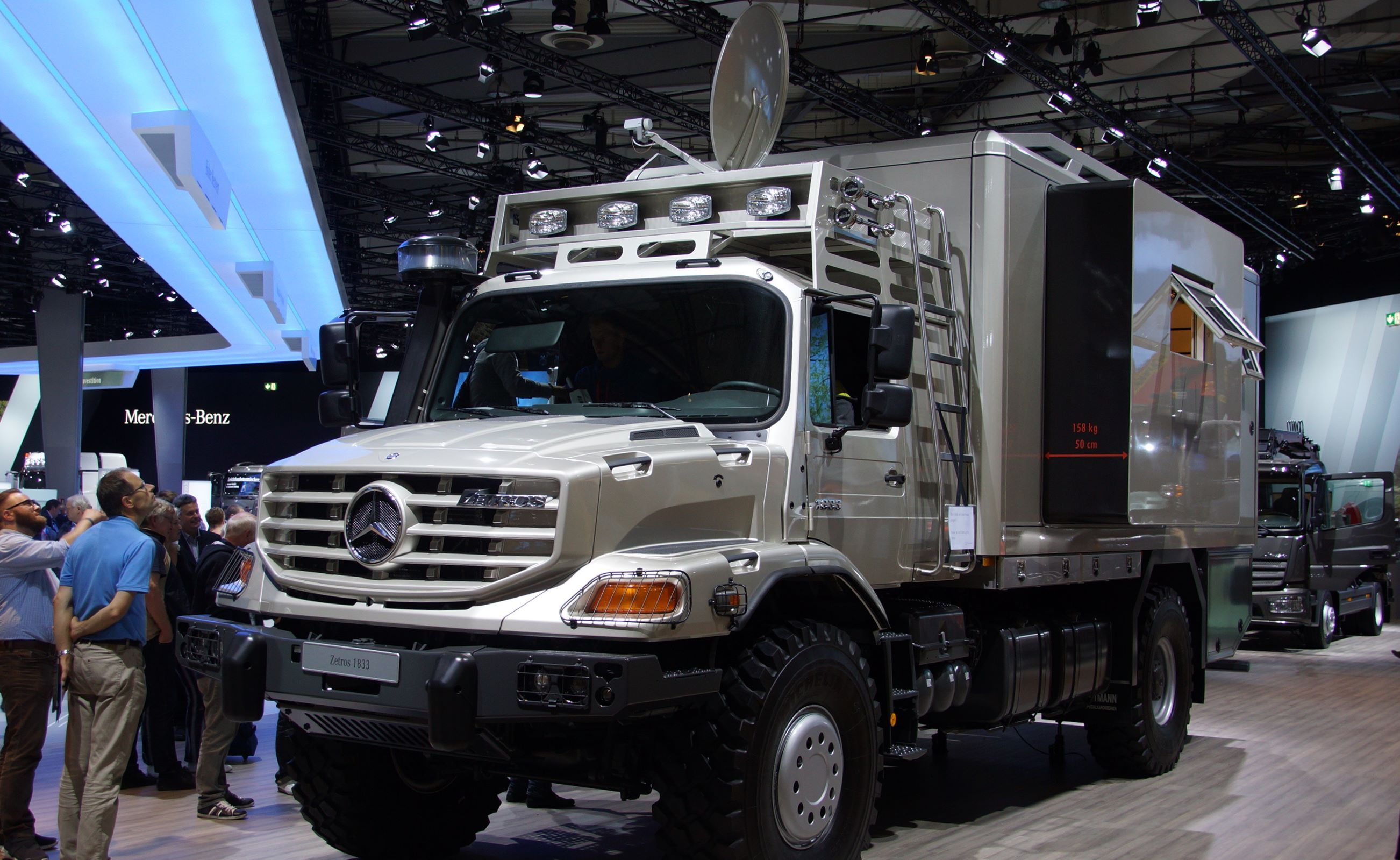
زيتروس 1833 RV في معرض ألمانيا الدولي للسيارات
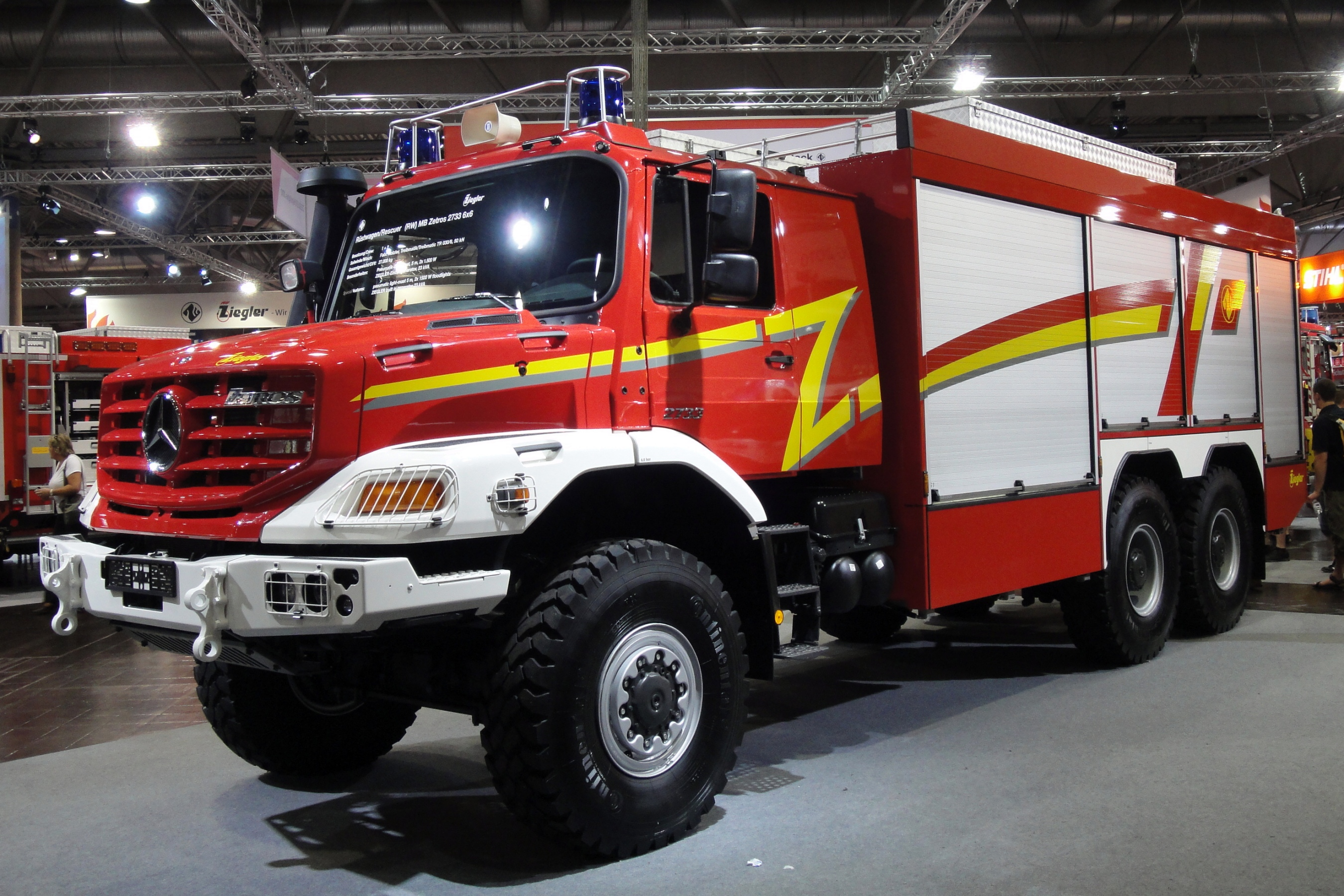
شاحنة الإنقاذ التقني زتروس 2733 6x6
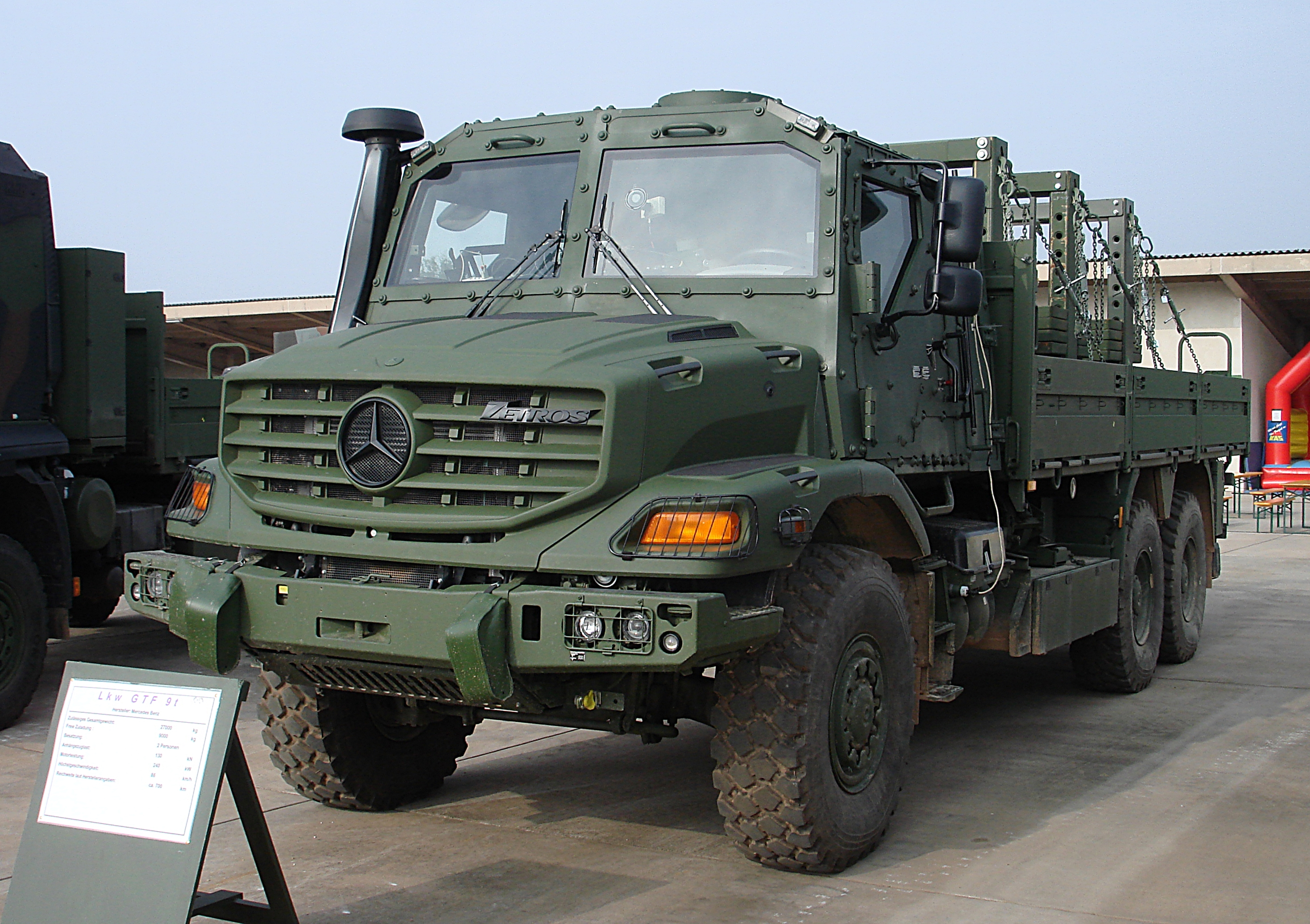
زيتروس 2733 في الجيش الألماني